# Die Rosenkönigin
Die Rosenkönigin ist ein deutsch-österreichischer Fernsehfilm von Peter Weck aus dem Jahr 2007.

## Handlung
Die Firma Weidemann-Parfüm schreibt rote Zahlen, seit die Tochter des greisen Inhabers Karl Friedrich Weidemann, Mercedes, die Geschäfte übernommen hat. Mercedes hat zwar ein Geschick für Zahlen, jedoch kein Näschen für Parfüm, und so wurde die letzte Parfüm-Kollektion ein Ladenhüter. Nun steht die Firma vor der Insolvenz. Die Salzburger Stadtbank, die Weidemann lange mit Krediten ausgeholfen hat, wird wiederum von Bernhard Reichenberg geführt. Der hat die Bankgeschäfte von seiner Mutter Katja übernommen, die wiederum ins Hotelfach eingestiegen ist und in Kürze ihr erstes Hotel eröffnen wird. Die Reichenbergs sind langjährige Freunde der Weidemanns, doch will Bernhard nun nicht länger ein Auge zudrücken. Er gibt Karl Friedrich einen Zahlungsaufschub von drei Wochen, den der Profi auf sechs Wochen verlängern kann. Kann Weidemann nicht zahlen, muss das Unternehmen verkauft werden.
Bei Mercedes und Karl Friedrich Weidemann bewirbt sich die junge Chemikerin Marie Gruber um eine Arbeit als Parfümeurin. Sie hat Bernhard kurz in der Stadt kennengelernt, als der sie mit seinem Auto fast überfahren hätte. Sie hält ihn jedoch für den Chauffeur von Katja Reichenberg, die zufällig mit im Auto saß. Beide kommen sich näher und werden schließlich ein Paar, auch wenn Bernhard vergeblich versucht, das Missverständnis aufzuklären. Karl Friedrich ist ebenfalls von Marie fasziniert, die ein erstaunliches Gespür für Duftnuancen besitzt und ihn mit ihrer guten Nase an seine eigene beste Zeit als Parfümeur erinnert. Er stellt sie gegen den Willen seiner Tochter Mercedes ein, damit sie in der kurzen Zeit von drei Wochen den perfekten Duft für das Unternehmen kreieren kann. Nicht nur Mercedes sieht die Zuneigung von Karl Friedrich zu Marie ungern. Auch der langjährige Parfümeur Stefan Schneider würde die junge Konkurrenz gerne ausschalten, zumal sich Marie als talentierter als er erweist. Marie experimentiert unterdessen mit verschiedenen Stoffen, um den perfekten Duft L’âme de la Rose zu schaffen. Stefan manipuliert mehrfach ihre Proben und Werte, doch lässt sich Marie nicht beirren und arbeitet eifrig weiter, bis ihr nur noch ein Zusatz zum perfekten Duft fehlt.
Karl Friedrich erkennt, dass sich Marie überarbeitet, und schickt sie für ein Wochenende in den Urlaub. Marie fährt mit Bernhard zu ihren Eltern und beide schließen Bernhard in ihr Herz. Kurz nach der Abfahrt der beiden erscheint Karl Friedrichs Buchhalter und Sekretär Otto bei der Familie Gruber und erkundigt sich nach einer gewissen Anna. Anna war die frühere Geliebte von Karl Friedrich und weist eine überraschende Ähnlichkeit mit der jungen Marie auf. Maries Mutter Helga Gruber gibt wirsch an, keine Anna zu kennen. Otto erfährt schließlich von einer Frau auf dem Friedhof, dass Anna bereits 1983 verstorben ist – ein Jahr nachdem Marie auf die Welt kam. Von Marie selbst erfährt Otto, dass Anna Helgas Schwester war. Otto weiß nun, dass Anna Maries Mutter war und ihr Vater niemand anderes als Karl Friedrich selbst ist.
Karl Friedrich lädt Marie ein, mit ihm zur Eröffnung von Katjas erstem Hotel zu gehen. Am Tag der Eröffnung geht es ihm jedoch so schlecht, dass Otto an seiner statt mit Marie zur Feier geht. Hier sieht sie Bernhard und erfährt, dass er der reiche Sohn von Katja und Leiter der Salzburger Stadtbank ist. Sie ohrfeigt ihn und verlässt enttäuscht die Feier. In der Nacht stürzt sie sich in die Arbeit und findet in ihrem Liebeskummer die bittere Note, die ihrem Duft noch gefehlt hatte. Sie nimmt eine Probe mit und fährt nach Hause. Bernhard ist ihr zu ihrem Arbeitsplatz gefolgt und sieht nun, wie sich Stefan nachts an Maries Computer und ihren Proben zu schaffen macht. Er filmt die Szene mit seiner Kamera. Noch in der Nacht hat Stefan die Komponenten von Maries Parfüm ermittelt und benachrichtigt Mercedes, dass er das perfekte Parfüm kreiert habe. Als Marie am nächsten Tag mit derselben Nachricht zu Weidemann kommt, trifft sie der Hohn von Mercedes. Über den Streit beider Frauen bricht Karl Friedrich zusammen. Er wird mit einem Herzinfarkt ins Krankenhaus gebracht. Marie gibt auf und fährt zu ihren Eltern zurück. Otto jedoch hat die Familie Gruber überzeugen können, Marie die Wahrheit über ihre Herkunft zu sagen. Zusammen mit Otto fährt Marie daher zurück nach Salzburg und besucht ihren Vater Karl Friedrich im Krankenhaus. Bernhard hat Mercedes unterdessen das Video gezeigt, das Stefan beim Diebstahl des Parfüms zeigt, und sie entlässt Stefan. Marie wird rehabilitiert, versöhnt sich mit ihrer neuen Schwester Mercedes und verzeiht Bernhard. Die Parfümvorstellung wird zum großen Erfolg und das Unternehmen ist gerettet – auch, weil der genesene Karl Friedrich und seine langjährige Freundin Katja sich endlich ihre Liebe gestanden haben.

## Produktion und Ausstrahlung
Die Rosenkönigin wurde vom 24. April bis 25. Mai 2007 in Salzburg und Wien gedreht. Der Film erlebte am 4. Oktober 2007 auf dem Ersten seine Fernsehpremiere. Den Film sahen 6,19 Millionen Zuschauern.
Im Januar 2008 erschien der Film auf DVD.

## Kritik
„Angesichts der zahlreichen Verwicklungen eine bemerkenswert überraschungsarme (Fernseh-)Romanze von der Stange“, befand der film-dienst.
Die TV Spielfilm vergab die schlechteste Bewertung (Daumen runter) und nannte den Film „eine schale Lovestory um die ‚Existenzängste‘ einer gestopften Oberschicht, das ist zum Himmel stinkender Eskapismus.“